# جوراب کیر

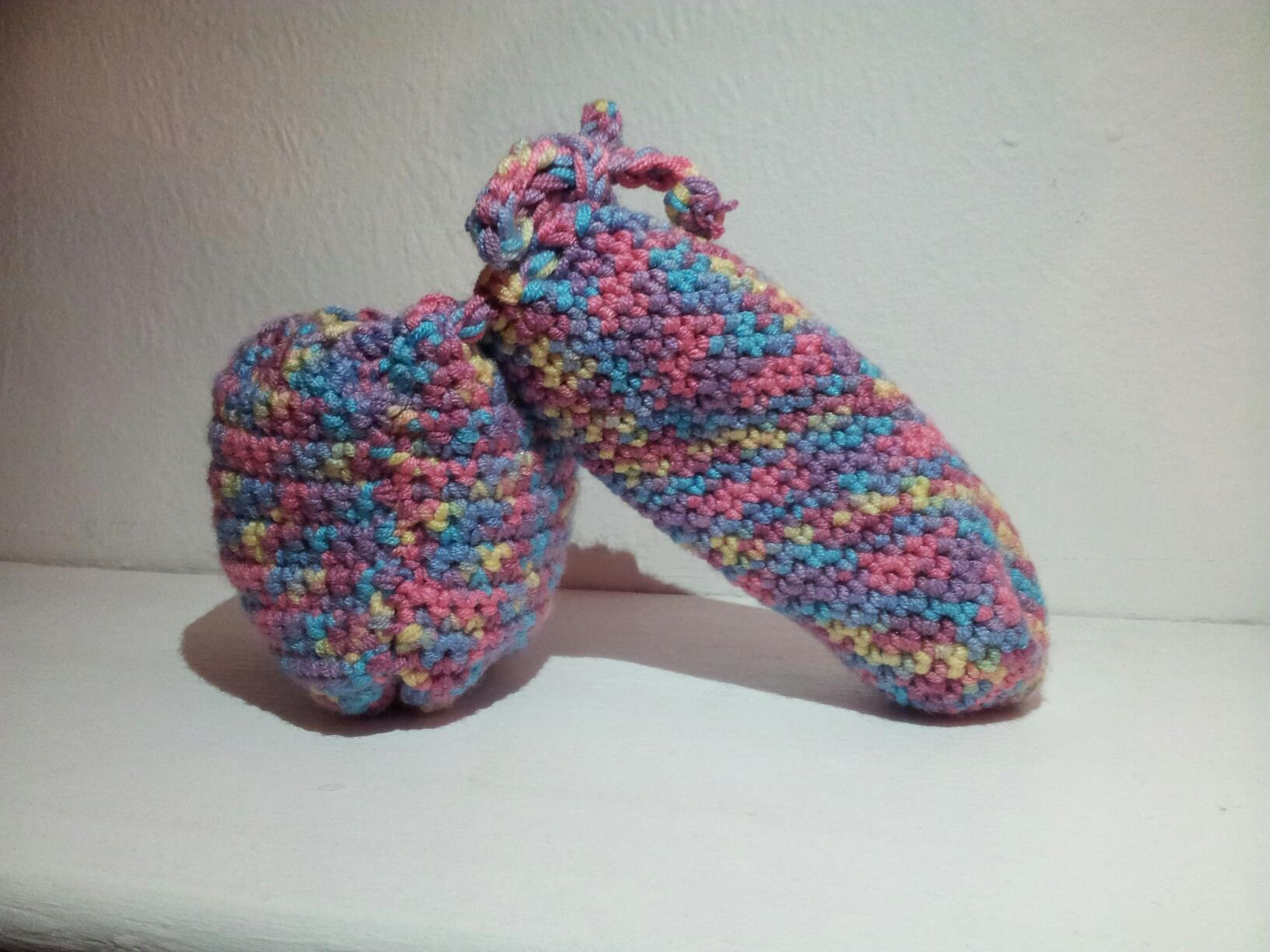
گرمکن آلت مردی و بیضه ها بافته شده از کاموا

جوراب کیر نوعی جامه است که برای پوشاندن آلت مردی طراحی شده است. این نوع لباس از مواد گوناگونی از جمله پارچه، کاموا، چرم، پوست خز وجود دارد. 

## تاریخچه
گفته ‌شده در زمان‌های گذشته جوراب کیر توسط مردان اهل کرواسی، خصوصاً در مناطق کوهستانی برای مقابله با سرمازدگی مورد استفاده قرار می‌گرفته‌است. این نوع از جامه در سرزمین نروژ هم استفاده شده و آن را از خز سنجاب ساخته‌اند. تعدادی جوراب کیر قدیمی در موزه تاریخ فرهنگی نروژ نگهداری می‌شود.